# Bunaea barbertonia
Bunaea barbertonia är en fjärilsart som beskrevs av Charles Oberthür 1910. Bunaea barbertonia ingår i släktet Bunaea och familjen påfågelsspinnare. Inga underarter finns listade i Catalogue of Life.